# الهادیا دانی
الهادیا دانی (به انگلیسی: Elhaida Dani) (زاده ۱۷ فوریه ۱۹۹۳) خواننده آلبانیایی است.
او در مسابقه آواز یوروویژن ۲۰۱۵ نماینده آلبانی بود.